# Bermuda Tentacles
Pour plus de détails, voir Fiche technique et Distribution.
Bermuda Tentacles est un téléfilm américain réalisé par Nick Lyon. Il met en vedette Linda Hamilton, Trevor Donovan, Mýa, John Savage et Jamie Kennedy. Le film a été présenté pour la première fois le 12 avril 2014 sur la chaîne Syfy et a recueilli des critiques largement négatives.

## Synopsis
Lorsque Air Force One se crashe au-dessus du Triangle des Bermudes, la Marine américaine envoie sa meilleure équipe de sauvetage car il y a une terrible tempête et le président doit partir dans sa capsule d'évacuation qui finit à 7000 mètres sous la mer. Mais avant de pouvoir sauver le président, l’équipe réveille une série de tentacules d’un monstre sous-marin, qui menace toute la côte est de l’Amérique et, finalement, le monde.

## Distribution
- Linda Hamilton : amiral Hansen
- Trevor Donovan : Trip Oliver
- Mýa : lieutenant Plummer
- John Savage : président DeSteno
- Jamie Kennedy : docteur Zimmer
- Richard Whiten : capitaine de corvette Barclay
- Ricco Ross : capitaine Phillips
- Jeff Rector : capitaine Warren
- Robert Blanche : capitaine Dave Williams
- Angelique Cinelu : enseigne de vaisseau Sanchez
- Luke White : Stephen Hondo
- Stephanie Cantu : Riva
- Yorick Veenma : Colonel Poppe De Boer
- James Craig : Tante Penelope
- William McMahon : Fitz
- Darren Anthony Thomas : Greg Elfman
- Craig Blair : Premier maître Vincent

## Sortie
Bermuda Tentacles est sorti en DVD le 9 septembre 2014.

## Accueil

### Réception critique
Écrivant pour le site web HorrorNews.Net, Shawn Handling a donné au film une critique très négative et a conclu : « Je pense que c’est l’un des pires films qui aient été produit. Il aurait dû couler avec le reste de ces navires disparus. »